# Rajolí
Rajolí o Cal Rajolí és una masia situada al municipi d'Olius, a la comarca catalana del Solsonès. A la finca hi ha un sepulcre que data del Neolític.